# Schluttenbach
Schluttenbach ist seit 1974 ein Stadtteil der Großen Kreisstadt Ettlingen im Landkreis Karlsruhe.

## Etymologie
Die Endung „-bach“ deutet darauf hin, dass Schluttenbach an einem Bach liegt, dem Beierbach. Da der Bach an seinem Oberlauf kaum Gefälle hat, kommt es nach starkem Regen zur Versumpfung des Talgrundes. Solche feuchten Stellen nannte man „Schlutt“. In der ältesten Urkunde (von 1346) wird der Dorfname als Sluttenbach geschrieben. Im 15. Jahrhundert wurde Schluthenbach geschrieben und 1527 wieder Sluttenbach, danach hat sich die jetzige Namensform durchgesetzt.

## Geografie
Schluttenbach liegt von einer Rodungsinsel umgeben fast fünf Kilometer südlich der Stadtmitte von Ettlingen auf den westlichen Randhöhen des Nordschwarzwaldes. Das Dorf liegt am linken Hang des am Dorfrand entstehenden und hier zunächst nach Norden laufenden Beierbachs auf Höhen zwischen etwa 320 und 395 m ü. NN. Die Ortsgemarkung erstreckt sich in keilförmigen Auslauf über den im Süden anschließenden Wald bis fast zum Rimmelsbacher Hof der Gemeinde Malsch. In diesem Wald liegt auf der Kuppe eines Wasserreservoirs auch der mit etwa 410 m ü. NN höchste Punkt der Gemarkung, der niedrigste am Ausfluss des Beierbachs auf etwa 295 m ü. NN.

## Geschichte
Vor 1000 Jahren war das heutige Schluttenbach noch von einem durchgängigen Wald bedeckt. Er bestand hauptsächlich aus Rotbuchen und Eichen, Nadelbäume gibt es erst seit den letzten Jahrhunderten. Die Gründungszeit liegt etwa um 1200. Erste urkundliche Erwähnung war im Jahr 1346. Es kann sein, dass Schluttenbach eine Tochtersiedlung von Schöllbronn ist, da die Entfernung zwischen diesen beiden Dörfern geringer ist als z. B. die Entfernung Schöllbronn-Spessart oder Schöllbronn-Völkersbach. Spessart, Schöllbronn und Völkersbach waren Rodungsdörfer. Der Platz des heutigen Dorfes hat wegen der Quelle, aber auch wegen der geschützten Tallage, vor allem Bauern mit Vieh angelockt.
Bis 1346 gehörte das Dorf den Herren von Remchingen. 1346 wurde es württembergisch. Ab 1457 war es ganz von badischen Dörfern und Städten umgeben. Bis 1461 herrschte ein Rechtsstreit zwischen den Grafen von Württemberg und den Markgrafen von Baden. In dieser Zeit gab es auch Streit um Ettlingenweier, Sulzbach und Schöllbronn. Im Jahr 1528 wurde Schluttenbach badisch.
Am 1. Oktober 1974 wurde Schluttenbach in die Stadt Ettlingen eingegliedert.

## Einwohnerzahlen
- 1730: 0050 Einwohner
- 1824: 0164 Einwohner
- 1925: 0279 Einwohner
- 1961: 0374 Einwohner
- 1970: 0466 Einwohner
- 2005: 0815 Einwohner
- 2007: 0790 Einwohner
- 2011: 0812 Einwohner
- 2018: 0849 Einwohner
- 2020: 0839 Einwohner
- 2024:   837 Einwohner

## Religion
Die meisten Einwohner sind katholisch, früher war die gesamte Bevölkerung katholisch. Von 1461 bis 1528 gehörte Schluttenbach zur St.-Bonifatius-Kirche in Schöllbronn. Da Schluttenbach 1528 badisch wurde, gehörten nun die Schluttenbacher zur St.-Dionysius-Kirche in Ettlingenweier. Der Weg zur Kirche war nun länger als zuvor, weshalb viele nach Schöllbronn oder Völkersbach gingen. Als Schluttenbach wieder zur St.-Bonifatius-Kirche gehören sollte, weigerten sich die Schöllbronner, die Schluttenbacher wieder aufzunehmen. So wurde ein Kompromiss zwischen Schluttenbach, Schöllbronn und Ettlingenweier vereinbart. Schöllbronn übernahm den Katechismusunterricht, die Krankenbesuche und die Versehgänge. Ettlingenweier übernahm den Kommunionunterricht, die Taufen, Hochzeiten und Beerdigungen. Trotzdem ging der Streit zwischen Schuttenbach und Schöllbronn weiter.
1961 bekam Schluttenbach eine eigene Kirche, „Maria Königin“.
1995 lebten 59,8 % Katholiken, 22,6 % Evangelische und 16,6 % Sonstige im Ort.

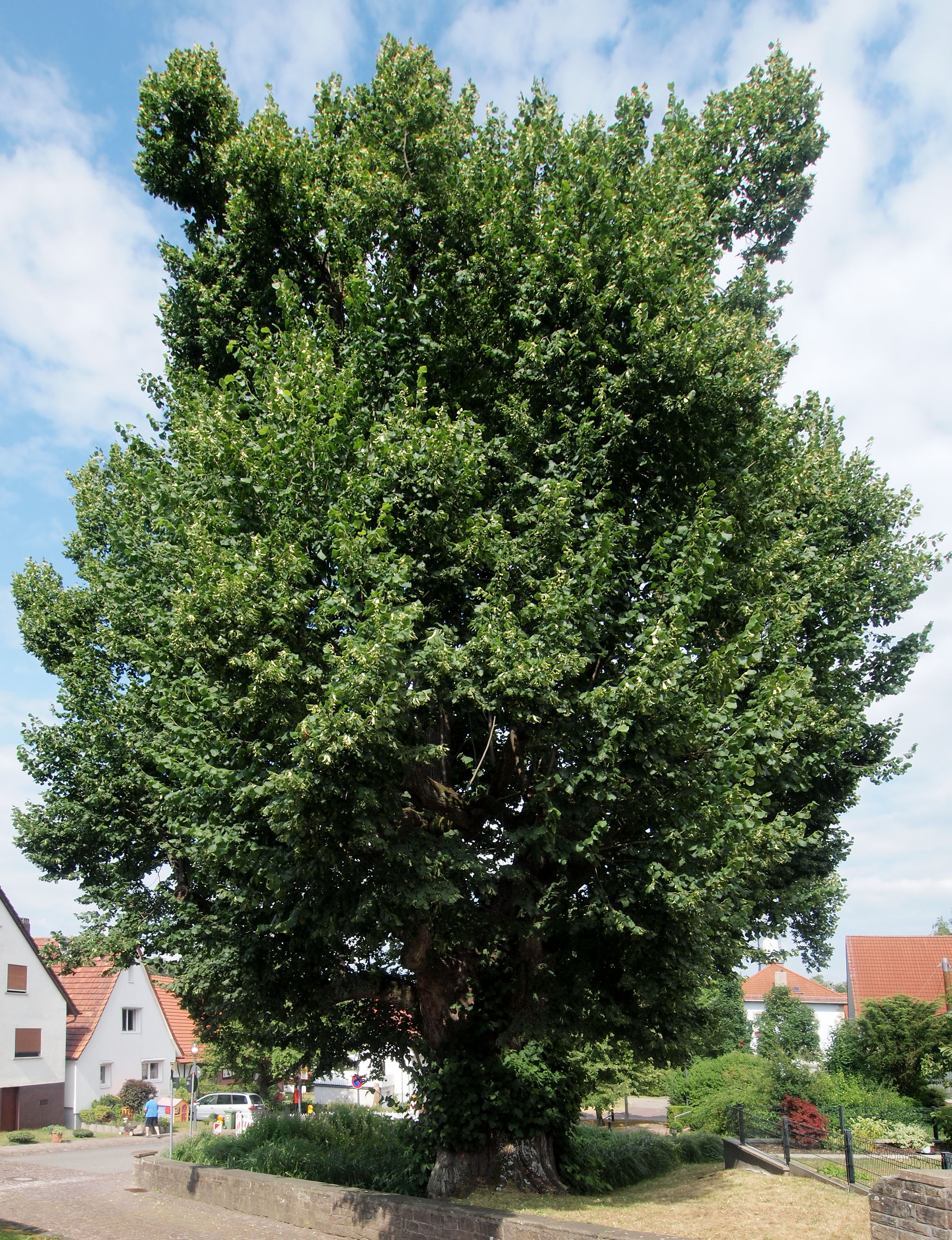
Die Linde, angeblich 937 gepflanzt

## Baumveteranen
- Wahrzeichen: Die Schluttenbacher Linde, kurz nach dem Dorfeingang, mit dem Lindenbrunnen ist das wichtigste Wahrzeichen. Die Linde ist zirka 1000 Jahre alt und der Brunnen (eigentlich eine Quelle) wurde erstmals im Schöllbronner Dorfrecht von 1485 erwähnt.
- Früher gab es noch die alte Eiche in der Nähe des Dorfes. Sie war bis zur Höhe von 18 Fuß (ca. 5,4 m) hohl, hatte aber mächtige Äste. In ihr kamen circa 50 Schweine samt Hirte bei Regen unter oder 52 Schulkinder. Bei mildem Wetter arbeitete der Dorf-Schuhmacher in der Eiche. Am Himmelfahrtstag 1847 zwischen 2 und 3 Uhr fiel sie zusammen.